# Falco (serie de televisión)
Falco es una serie de televisión producida por Spiral International y Dynamo para Telemundo y Amazon Prime Video. Es una adaptación de la serie alemana Der letzte Bulle,  y está protagonizada por Michel Brown. La serie está compuesta de 14 episodios y se estrenó el 15 de julio de 2018 en la plataforma de Amazon Prime Video, mientras que en televisión se estrenó el 22 de julio de 2018 por Telemundo, y concluyó el 29 de septiembre de 2018.

## Trama
La serie gira en torno a Alejandro Falco (Michel Brown), un detective de homicidios que está casado y tiene una hija recién nacida. Durante un operativo policíaco él recibe un disparo en la cabeza que lo deja en coma durante 23 años. Al despertar descubre que su esposa se casó con otro hombre y que su hija ahora es una mujer. El mundo que lo rodea ha cambiado totalmente, y no tiene ni la menor idea de cómo funciona Internet o las redes sociales. Gracias a que no perdió sus dotes como detective, logra recuperar su antiguo trabajo y se enfrenta a casos policiales «utilizando sus métodos anticuados».

## Elenco y personajes

### Principales
- Michel Brown como Alejandro Falco
- Hoze Meléndez como Tenoch Caballero
- Marina de Tavira como Carolina
- Enrique Arreola como Juan Pablo Bravo
- Karina Gidi como Eva Salomón
- Danae Reynaud
- Mauricio García Lozano

### Recurrentes e invitados
- Jessica Mas como Nicky Vega
- Juan Carlos Colombo
- Fátima Molina
- Manuel Poncelis
- Johanna Juliethe como Cynthia / Lourdes Mendoza

## Episodios
| N.º (serie) | Título                | Fecha de lanzamiento original | Fecha de emisión en Estados Unidos | Código de producción | Audiencia (en millones) |
| ----------- | --------------------- | ----------------------------- | ---------------------------------- | -------------------- | ----------------------- |
| 1           | «Despertar»           | 15 de julio de 2018           | 22 de julio de 2018                | 101                  | 0.83                    |
| 2           | «Memorabilia»         | 15 de julio de 2018           | 29 de julio de 2018                | 102                  | 0.69                    |
| 3           | «Máscaras»            | 15 de julio de 2018           | 5 de agosto de 2018                | 103                  | 0.67                    |
| 4           | «Bocanada»            | 15 de julio de 2018           | 12 de agosto de 2018               | 104                  | 0.67                    |
| 5           | «Lobo feroz»          | 15 de julio de 2018           | 19 de agosto de 2018               | 105                  | 0.75                    |
| 6           | «Juegos mentales»     | 15 de julio de 2018           | 26 de agosto de 2018               | 106                  | 0.66                    |
| 7           | «Efectos secundarios» | 15 de julio de 2018           | 2 de septiembre de 2018            | 107                  | 0.67                    |
| 8           | «Meninas»             | 15 de julio de 2018           | 9 de septiembre de 2018            | 108                  | 0.61                    |
| 9           | «Tres muertos»        | 15 de julio de 2018           | 15 de septiembre de 2018           | 109                  | 0.51                    |
| 10          | «Fauna – Parte uno»   | 15 de julio de 2018           | 15 de septiembre de 2018           | 110                  | 0.50                    |
| 11          | «Fauna – Parte dos»   | 15 de julio de 2018           | 22 de septiembre de 2018           | 111                  | 0.46                    |
| 12          | «Eclipse»             | 15 de julio de 2018           | 22 de septiembre de 2018           | 112                  | 0.37                    |
| 13          | «Isaías»              | 15 de julio de 2018           | 29 de septiembre de 2018           | 113                  | TBA                     |
| 14          | «Fuga»                | 15 de julio de 2018           | 29 de septiembre de 2018           | 114                  | TBA                     |